# NHK 뉴스 오하이요 도카이
NHK 뉴스 오하이요 도카이(NHKニュースおはよう東海)은 NHK 나고야 방송국에서 방송되고 있는 아침 로컬뉴스 프로그램이다.

## 방송 소개
NHK 뉴스 오하이요 도카이(NHKニュースおはよう東海)은 1993년 4월 5일 첫방송을 시작해 아이치현과 미에현, 기후현등 도카이 3현의 뉴스와 생활소식을 전해주고 있다.

## 방송 시간
- 월 ~ 금 오전 7시 45분 ~ 8시(15분)